# Усеинов, Рамазан Эннанович
Рамаза́н Энна́нович Усе́инов (род. 2 июля 1949, Самарканд) — советский, украинский и российский крымскотатарский живописец и график, член Союза художников СССР (с 1988), НСХУ и Союза художников России, заслуженный художник Украины (2009), заслуженный художник Автономной Республики Крым (2001).

## Биография
В 1971 году окончил республиканское художественное училище им. П. П. Бенькова в Ташкенте.
С 1987 года входит в состав ташкентской группы «23».
В 1993 году переезжает в Крым.
В 1998 году на триеннале в Киеве получил награду за картину «Перелёт птиц».
Среди его работ:
- «Египетская ваза»,
- «Перелёт птиц»
- «Подруги»,
- «Семья»,
- «Сумерки»,
- «Ты и я».

Его картины хранятся в музеях Бухары, Москвы, Нукуса, Самарканда, Симферополя, Ташкента.
Состоялись выставки на и в:
- Восточной галерее, Москва, 1991,
- Симферопольском художественном музее, 1994,
- Симферопольском художественном музее, 2000,
- выставочных залах НСХУ, Симферополь, 2003,
- в галерее «Коло», 2005, Киев,
- галерее «Белый месяц», 2005, Одесса,
- галерее «Алла Роджерс», 2005, Вашингтон,
- галерее «М-Art», 2006, Симферополь

## Награды
- Заслуженный художник Автономной Республики Крым (2001)[2]
- Заслуженный художник Украины (2009)[3]
- Премия Автономной Республики Крым за 2009 год в номинации «Изобразительное искусство (живопись, графика, скульптура, народное искусство, фотоискусство)» — за циклы живописных работ[4]
- Медаль «Достойному» Российской академии художеств (2019) — за живописное произведение «Судак»[5]